# Peter Ludvig Erasmus Müller
Peter Ludvig Erasmus Müller, Peter Ludwig Erasmus Müller (ur. 15 maja 1868 w Berlinie, zm. 24 kwietnia 1935 w Sopocie – inżynier, przemysłowiec, duński urzędnik konsularny.

## Życiorys
Rodzicami byli - Adam Vilhelm Müller, konsul w Gdańsku (1842-1891), i Julie Caroline Emilie Petersen.  Peter Ludvig Erasmus Müller był współwłaścicielem/właścicielem rodzinnej firmy instalacyjno-produkcyjno-handlowej armatury sanitarnej A.W. Müller w Gdańsku. Pełnił też funkcję konsula Danii w Gdańsku (1904-1911).